# Trichonotus arabicus
Trichonotus arabicus és una espècie de peix de la família dels triconòtids i de l'ordre dels perciformes.

## Descripció
- Fa 14,5 cm de llargària màxima.
- 3-4 espines i 44-47 radis tous a l'aleta dorsal i 1 espina i 36-39 radis tous a l'anal.
- 52-54 vèrtebres.
- Aletes dorsal i anal amb una filera de punts grocs a cada membrana.
- Les femelles presenten una franja estreta i fosca per damunt de la línia lateral.
- Els mascles tenen una filera longitudinal de 14 taques marrons i 3 fileres de petits punts de color blau clar i amb les vores fosques.[7][8]

## Alimentació
Menja el zooplàncton que hi ha, si fa no fa, mig metre per damunt del fons sorrenc.

## Hàbitat i distribució geogràfica
És un peix marí, demersal (fins als 2 m de fondària) i de clima tropical, el qual viu a l'oceà Índic occidental: des del golf Pèrsic fins al sud d'Oman, incloent-hi l'Iran, Kuwait i l'Aràbia Saudita.

## Observacions
És inofensiu per als humans.